# Pogąsty
Pogąsty – część wsi Chrościce (do 14 lutego 2002 część wsi Chróścice-Łyczki) w Polsce położona w województwie mazowieckim, w powiecie ciechanowskim, w gminie Sońsk.
W okresie I Rzeczypospolitej wieś wchodziła w skład klucza dóbr Gołotczyzna. Od połowy XVIII wieku należała do rodu Ostaszewskich herbu Ostoja, którzy mieli swą siedzibę w Gołotczyźnie. Nabył ją w 1757 roku Florian Ostaszewski, wojski ciechanowski, zmarły w 1770 roku.
W latach 1975–1998 miejscowość administracyjnie należała do województwa ciechanowskiego. 15 lutego 2002 będące dotychczas częścią wsi Chróścice-Łyczki Pogąsty stały się częścią wsi o nazwie Chróścice Wielkie, którą równocześnie zmieniono na Chrościce.